# Бахмутський Олександр Наумович
Олександр Наумович Бахмутський (15 травня 1911, місто Бєлгород Курської губернії, тепер Бєлгородської області, Російська Федерація — 1961) — радянський діяч, 1-й секретар обласного комітету ВКП(б) Єврейської автономної області. Депутат Верховної Ради СРСР 2-го скликання (в 1946—1949 роках).

## Життєпис
Народився в обрусілій єврейській родині медиків. Закінчив сім класів трудової школи та школу фабрично-заводського учнівства (ФЗУ).
У 1929—1933 роках працював слюсарем на заводі «Серп і Молот» у Москві.
Член ВКП(б) з 1932 року.
У 1933—1938 роках — начальник спецвідділу та секретар партійного комітету московського заводу «Динамо» імені Кірова; заступник народного комісара комунального господарства РРФСР.
У 1938 — жовтні 1943 року — заступник голови Організаційного комітету Президії Верховної ради РРФСР по Хабаровському краю; заступник голови виконавчого комітету Хабаровської крайової ради депутатів трудящих.
У квітні 1943 — 18 липня 1949 року — 1-й секретар обласного комітету ВКП(б) Єврейської автономної області. У 1944—1948 роках був членом Єврейського антифашистського комітету (ЄАК). У 1948 році навчався на курсах керівних партійних працівників при ЦК ВКП(б) у Москві.
Постановою Політбюро ЦК ВКП(б) від 25 червня 1949 року за негідну поведінку у відносинах з «Амбіджаном» (Американо-Біробіджанський комітет у США) йому оголошено сувору догану та за допущені політичні помилки знято з посади першого секретаря обкому. 18 серпня 1949 року був виключений із партії.
Переїхав до Новочеркаська та влаштувався на роботу начальником планово-розподільчого бюро апаратного цеху Новочеркаського електровозобудівного заводу імені Будьонного. 
28 січня 1951 року заарештований в Новочеркаську Управлінням МДБ СРСР у Ростовській області. Доставлений до Москви в Лефортівську в'язницю МДБ СРСР. 20—23 лютого 1952 року на закритому засіданні Військової колегії Верховного Суду СРСР був засуджений за статтями 58-1а, 58-10 ч.2 та 58-11 КК РРФСР до розстрілу. Постановою Президії Верховної ради СРСР від 5 квітня 1952 року найвища міра покарання замінена позбавленням волі на 25 років із поразкою прав строком на 5 років. Покарання відбував у виправно-трудовому таборі МВС у Комі АРСР (селище Інта, Кожвинський район, Кожим).
28 грудня 1955 року Військова колегія скасувала вирок за нововиявленими обставинами, а справу припинила за відсутністю складу злочину. 23 січня 1956 року Олександр Бахмутський вийшов на волю. 28 лютого 1956 року постановою Президії ЦК КПРС відновлений у КПРС з 1932 року із зазначенням перерви у партійному стажі.
Помер у 1961 році.

## Нагороди та відзнаки
- медаль «За перемогу над Німеччиною у Великій Вітчизняній війні 1941—1945 рр.»
- медаль «За перемогу над Японією»
- медалі